# Brawley Nolte
Brawley King Nolte (* 20. Juni 1986 in Los Angeles, Kalifornien) ist ein US-amerikanischer Filmschauspieler.

## Leben
Nolte, Sohn von Nick Nolte, stand in nur fünf Filmen, davon in zwei Kurzfilmen, vor der Kamera, von denen der 1996 produzierte Thriller Kopfgeld – Einer wird bezahlen am bekanntesten ist. Für die Rolle des Entführungsopfers Sean Mullen wurde Nolte 1997 für den Young Artist Award nominiert.
Nach 1997 wurde es ruhig um Nolte; erst 2004 trat er erneut, dieses Mal jedoch als persönlicher Assistent seines Vaters, im Film Hotel Ruanda in Erscheinung. 2009 und 2012 folgte je ein Kurzfilm, seither (Stand Mai 2021) trat er nicht mehr als Schauspieler in Erscheinung.
Seit 2012 ist er mit Navi Rawat verheiratet, mit der er eine gemeinsame Tochter hat.

## Filmografie
- 1996: Schatten der Schuld (Mother Night)
- 1996: Kopfgeld – Einer wird bezahlen (Ransom)
- 1997: Der Gejagte (Affliction)
- 2009: My Horizon (Kurzfilm)
- 2012: The Attendant (Kurzfilm)